# Chouchou
Chouchou è un duo musicale giapponese che consiste nel pianista arabesque Choche e la cantante juliet Heberle. Il duo si è formato nel mondo virtuale di Second Life e per tale motivo i primi video musicali sono ambientati proprio in quel mondo.

## Storia
Arabesque (Giappone, 11 gennaio) nacque da padre ceco e madre giapponese. All'età di 3 anni cominciò a studiare il piano ed a ricevere una educazione musicale di stampo classico. Dopo essersi diplomato a pieni voti in una scuola di musica il Giappone, decide di andare in Austria per dedicarsi completamente allo studio del pianoforte. Da quel momento in poi, ha vinto un considerevole numero di premi, tenuto recitals di pianoforte solista ed anche suonato in concerti orchestrali. Cominciò a comporre musica quando frequentava le scuole superiori e, dopo aver sperimentato ampiamente, ha trovato il suo nuovo modo di esprimersi e creò Chouchou. È compositore ed ingegnere del suono del duo e, inoltre, produce i video musicali.
Juliet (Giappone, 30 settembre) è nata e cresciuta in Giappone. Si trasferì in America durante l'adolescenza e si laureò in una delle più prestigiose università nel campo della moda e dell'arte a New York, con un Bachelor of Fine Arts in design della moda. Mentre stava acquisendo esperienza lavorando nel campo della moda di New York, fu anche scoperto il suo talento come cantante da arabesque, ed insieme cominciarono Chouchou, in modo da trovare nuove possibilità di collaborazione tra musica ed arte. Oltre al suo ruolo di cantante, juliet si occupa anche del visual concept della band, il che include copertine degli album, il design del sito e la presentazione del duo nell'ambiente virtuale.
Il 1º gennaio 2017 è stato reso pubblico che arabesque e juliet si sono uniti in matrimonio. In occasione di ciò hanno rilasciato un nuovo EP intitolato Colony/Eve, il quale contiene Andante, brano che arabesque ha composto e suonato specialmente per quel giorno.
Il 14 giugno 2017 è stata annunciata l'uscita di un nuovo concept album per celebrare il decimo anniversario della creazione di Chouchou, "Night and Wonderer". Esso comprenderà 10 nuove tracce in totale e verrà rilasciato insieme alla sua versione strumentale "inst07". È stato rivelato che l'album è dedicato "A tutti i girovaghi che viaggiano nelle notti" (To all wanderers who travel nights). La data di rilascio è fissata il 12 Agosto 2017.